# NGC 4584
NGC 4584 ist eine Balken-Spiralgalaxie vom Hubble-Typ SBa mit ausgedehnten Sternentstehungsgebieten im Sternbild Jungfrau auf der Ekliptik. Sie ist schätzungsweise 77 Millionen Lichtjahre von der Milchstraße entfernt und hat einen Durchmesser von etwa 35.000 Lichtjahren. Gemeinsam mit acht weiteren Galaxien ist sie Teil der NGC 4461-Gruppe (LGG 286) und unter der Katalognummer VCC 1757 wird sie als Mitglied des Virgo-Galaxienhaufens aufgeführt.
Im selben Himmelsareal befinden sich u. a. die Galaxien NGC 4569, IC 3583, IC 3611, IC 3631.
Das Objekt wurde am 21. April 1862 vom deutsch-britischen Astronomen Heinrich Louis d’Arrest entdeckt.